# Ottomar Enking

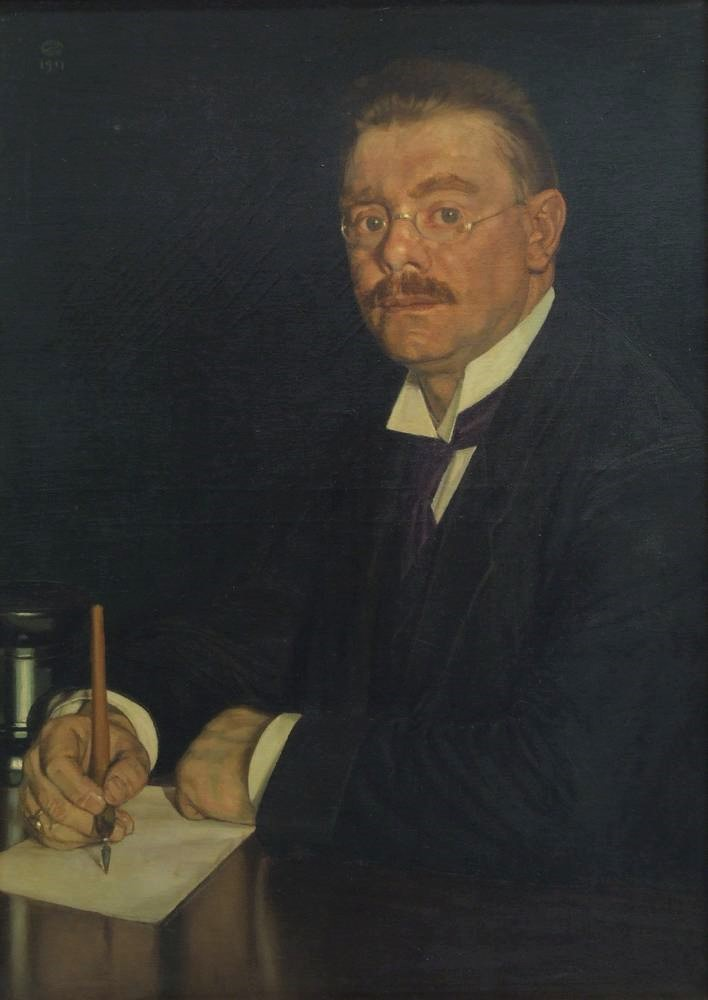
Bildnis von Ottomar Enking, gemalt von Oskar Zwintscher

Ottomar Enking (* 28. September 1867 in Kiel; † 13. Februar 1945 in Dresden) war ein deutscher Schriftsteller.

## Leben
Geboren in Kiel verbrachte Ottomar Enking seine Zeit am Gymnasium bis zur Reifeprüfung nicht ohne Schwierigkeiten. Das Verhältnis zu seinem Vater, der Lehrer und später Rektor war, war schwierig und begründet seine Startschwierigkeiten, die sich auch im Studium der Neuphilologie später auch der Rechtswissenschaft, fortsetzen. Er betätigte sich für zwei Jahre als Schauspieler ohne sonderlichem Erfolg. Dann folgte Arbeit als Redakteur in Kiel, Köln in den Jahren 1899 bis 1903 als Schriftleiter des „Mecklenburger Tageblattes“ in Wismar. Danach war er freier Schriftsteller in Dresden, später war er auch an der Kunstakademie in Dresden tätig. Er besaß ein Anwesen in Altenhagen in Mecklenburg, auf dem er viele Sommer verbrachte. Er war seit dem 1. April 1896 verheiratet mit Imme Enking, geb. Seyler und hatte eine Tochter Ragna Enking (Kunsthistorikerin, tätig an den Staatlichen Kunstsammlungen Dresden). Enking war Mitglied in der damals bedeutenden, nationalsozialistisch geprägten Autorengruppe Eutiner Dichterkreis, die 1936 vom Eutiner NS-Regierungspräsidenten und SA-Gruppenführer Johann Heinrich Böhmcker gegründet wurde. Im Jahr 1942 erhielt er die Goethe-Medaille für Kunst und Wissenschaft. Enking verstarb 1945 beim Luftangriff auf Dresden und wurde auf dem Striesener Friedhof beigesetzt.
In der Deutschen Demokratischen Republik wurde sein Werk Im blauen Kittel (1934) auf die Liste der auszusondernden Literatur gesetzt.

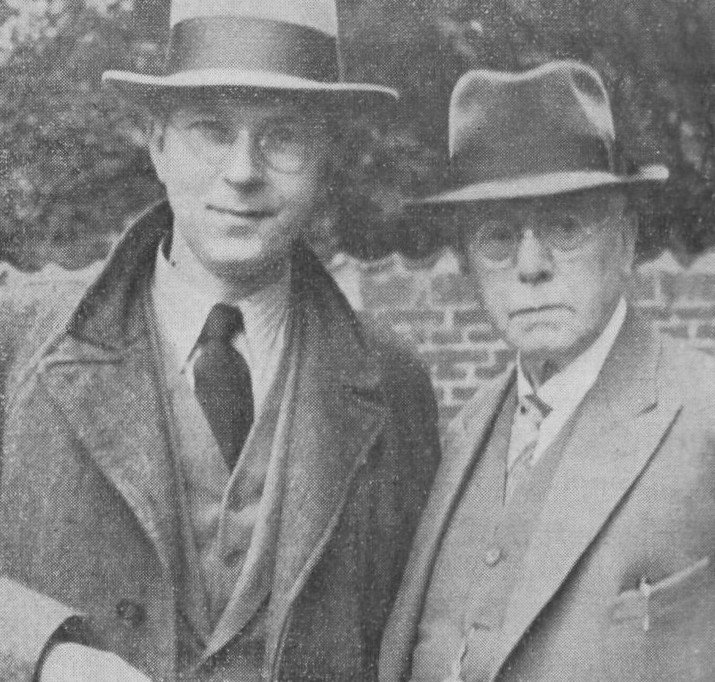
Ottomar Enking (rechts) mit Albert Mähl, 1937

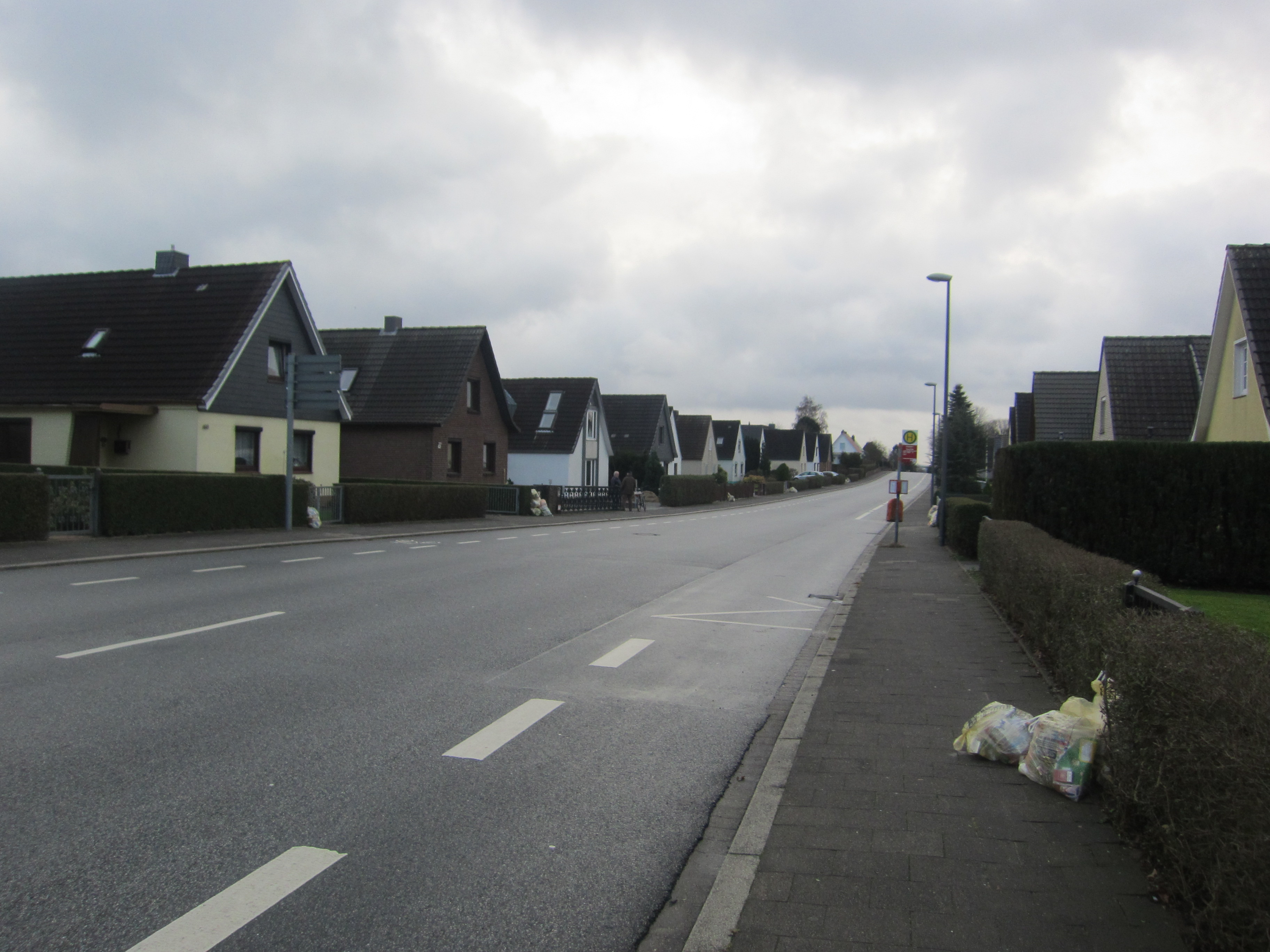
Ottomar-Enking-Straße, Kiel-Pries

In Kiel-Pries trägt die Ottomar-Enking-Straße seinen Namen. 

## Schriften
- Patriarch Mahnke, 1905 gedruckt als Fortsetzungsroman in der Illustrierten Unterhaltungsbeilage der Berliner Zeitung Der Tag
- Die Darnekower, Berlin, Bruno Cassirer, 1906
- Das Sofa auf Nummer 6: Ein Kleinstadtidyll, München, Georg Müller, 1908
- Ach, ja, in Altenhagen, Dresden, Verlag Reissner 1913
- Familie P.C.Brehm, Dresden, Verlag Reissner
- Das Pünktlein auf der Welle, Illustrationen von Ludwig Berwald, Hamburg-Großborstel, Verlag der Deutschen Dichter-Gedächtnis-Stiftung, 1918
- Claus Jesup, Dresden, Verlag Carl Reißner 1919, später auch bei Hinstorff in Wismar verlegt
- Nelde Thorstens Sanduhr, Berlin, Rudolf Mosse
- Tilsche Schellwegen, Wismar, Hinstorffsche Verlagsbuchhandlung, 1936
- Semiramis Leipzig, Payner, 1938

## Hörspiele (Auswahl)
- 1927: Patriarch Mahnke. Zum 60. Geburtstage Ottomar Enkings (28. September 1867). Eine Kleinstadtkomödie – Regie: Walther Ottendorff (Sendespiel (Hörspielbearbeitung) – ORAG)
- 1927: Dat Kind. Komeedi in dree Optög – Regie: Otto Mensing (Sendespiel (Hörspielbearbeitung); Gastspiel der Kieler Niederdeutschen Bühne – NORAG)